# Sæby (Kalundborg)
Sæby is een plaats in de Deense regio Seeland, gemeente Kalundborg, en telt 343 inwoners (2008).